# Westlicher Nacktrückenflughund

Verbreitungsgebiet der beiden Unterarten

Der Westliche Nacktrückenflughund (Dobsonia peronii oder Dobsonia peroni) ist ein auf den Kleinen Sundainseln verbreitetes Fledertier in der Gruppe der Nacktrückenflughunde. Er bildet innerhalb der Gattung Dobsonia eine eigene Artengruppe. Das Typusexemplar stammt von Timor. Der Artzusatz im wissenschaftlichen Namen ehrt den französischen Naturforscher François Péron.

## Unterarten und Verbreitung
Es werden zwei Unterarten unterschieden.
- D. p. peronii, kommt von Sumba und Lembata bis zu den Babarinseln vor.
- D. p. grandis, ist von Bali bis Flores verbreitet.

## Merkmale
Dieser eher kleine Gattungsvertreter erreicht eine Kopf-Rumpf-Länge von 141 bis 158 mm, eine Schwanzlänge von 29 bis 32 mm und ein Gewicht von 162 bis 235 g. Es sind 114 bis 121 mm lange Unterarme, Hinterfüße von 24 bis 30 mm Länge und 24 bis 26 mm lange Ohren vorhanden. Beim Westlichen Nacktrückenflughund besitzen Männchen eine olivbraune Oberseite die zum Kopf hin dunkler wird. An den Seiten wird der olivfarbene Ton durch grau ersetzt und unterseits kommt wieder olivbraun vor, das heller als am Rücken ist. Auf der Brust und am Bauch sind zusätzlich rötliche und goldene Töne vorhanden. Bei Weibchen ist das namensgebende nackte Hinterteil am deutlichsten. Das Fell der Oberseite hat eine schmutzig braune Färbung. Weibchen sind unterseits ähnlich wie Männchen gefärbt und die goldgelben Töne beruhen auf helleren Haarspitzen. Bei weiblichen Exemplaren sind die Schultern heller. Junge Männchen sind dagegen heller als Weibchen gefärbt. Typisch ist ein strenger moschusartiger Duft bei erwachsenen Männchen. Die Art hat keine Putzkralle am zweiten Finger. Der Aufbau der Kronen an den Backenzähnen weicht von anderen Gattungsvertretern ab.

## Lebensweise
Der Flughund lebt im Flach- und Bergland bis 2200 Meter Höhe (laut Wilson, Lacher Jr. & Mittermeier nur bis 880 Meter Höhe). Er bewohnt tropische Regenwälder, trockene Wälder und Savannen. Der Westliche Nacktrückenflughund ruht am Tage in Höhlen, Felsspalten, Baumhöhlen und im Blattwerk der Baumkronen. Dabei werden meist Schopfpalmen und Palmen der Gattung Borassus genutzt. Exemplare beider Geschlechter und jeden Alters bilden Kolonien mit bis zu 300 Mitgliedern. Manchmal treten kleinere Kolonien mit Jungtieren in einem anderen Bereich der Höhle auf. Gelegentlich wird das Versteck mit der Schwarzbart-Grabfledermaus (Taphozous melanopogon) geteilt. Die Tiere verlassen das Versteck etwa 90 Minuten nach Eintreffen der Dunkelheit. Sie fressen Früchte von Feigen, Borassus-Arten, Muntingia calabura und anderen Pflanzen. Der Westliche Nacktrückenflughund wird oft neben dem Grauen Wallacea-Flughund und Geoffroys Flughund angetroffen.
Ein Weibchen auf Lombok hatte im Oktober aktive Milchdrüsen und war in einem paarungsbereiten Zustand. Auf Timor war ein Weibchen im März mit einem Embryo trächtig, das laut Ultraschalluntersuchung 48 g wog. Paarungswillige Männchen wurden im März und April gefunden.

## Gefährdung
Auf den Kleinen Sundainseln werden gelegentlich Höhlen ausgeräuchert, um an das Fleisch der Flughunde zu gelangen. Allgemein scheint die Art sehr anpassungsfähig zu sein. Die IUCN listet den Westlichen Nacktrückenflughund als nicht gefährdet (least concern).